# Brukev prodloužená
Brukev prodloužená (Brassica elongata) je až metr vysoká, žlutě kvetoucí rostlina, jeden z mnoha druhů rodu brukev. Její semena jsou zdrojem potravinářského i technického oleje.

## Rozšíření
Tato bylina je původní na Ukrajině, Slovensku, Balkánském poloostrově a v Maďarsku i Rakousku. Postupně se rozšířila do střední a východní Evropy, do Pobaltí, na západní Sibiř, do Střední a Jihozápadní Asie, Číny, Austrálie i Severní Ameriky.
Teplomilná rostlina, která vyrůstá především na výslunných suchých stanovištích od nížinatých oblastí až po pahorkatiny. Roste také v ruderálních společenstvech a kolem příkopů a náspů železničních tratí a silnic.
Brukev prodloužená je ve středoevropských zemích poměrně vzácná, v Rakousku již vymizela a na Slovensku je kriticky ohrožená. V České republice, kde byla dlouho považována za původní druh, byla v „Červeném seznamu cévnatých rostlin“ ještě v roce 2000 považována za kriticky ohrožený druh (C1). Následně byl její původ na území ČR přehodnocen a je nově považována za občasně se vyskytující neofyt, v novém červeném seznamu z roku 2012 již proto není hodnocena.

## Popis
Dvouletá nebo vytrvalá rostlina s lodyhou vysokou 40 až 120 cm která vyrůstá ze silného, dužnatého kořene. Přímá, rozkladitě rozvětvená, často vespod nafialovělá lodyha je obvykle porostlá štětinatými chlupy. Přízemní i lodyžní listy jsou řapíkaté, štětinatě chlupaté a mají 20 × 8 cm velké šedé čepele. Ty jsou podlouhle vejčité, do řapíku sbíhavé, peřenolaločnaté až peřenoklané s úzkými elipsovitými laloky neb čárkovitými segmenty které bývají vykrajované, zoubkované a jemně zvlněné. Horní listy jsou krátce řapíkaté nebo přisedlé, kopinaté nebo podlouhlé, celokrajné či zubaté a někdy lysé.
Na vrcholu lodyhy i větví vyrůstá hustý hrozen květů se stopkami až dvojnásobně dlouhými, než je kalich. Úzce elipsovité odstávající kališní lístky 3 až 4 mm dlouhé jsou žlutozelené s bílým lemem. Světle žluté korunní lístky s dlouhým nehtíkem jsou 6 až 8 mm velké a na vrcholu vykrojené. Čtyřmocné tyčinky 4 až 5 mm dlouhé nesou vejčité prašníky.
Plody jsou vzpřímené, vespod zúžené, hranaté šešule se zbytkem květního lůžka. Obvykle na délku měří 15 až 3 mm a obsahující hnědá kulovitá hladká semena asi 1,5 mm velká. Ploidie druhu je 2n = 22.

## Taxonomie
Brukev prodloužená se v české přírodě vyskytuje ve dvou poddruzích.
- brukev prodloužená pravá (Brassica elongata Ehrh. subsp. elongata) byla v české přírodě zaznamenána již roku 1873, má lodyhy kratší, tenčí a řídce rozvětvené, tenké lodyžní listy má peřenoklané a větvičky květenství dlouhé.
- brukev prodloužená celolistá (Brassica elongata Ehrh. subsp. integrifolia) (Boiss.) Breistr. byla v české přírodě zaznamenána až roku 1960, má lodyhy delší, hrubší a hustě rozvětvené, tlusté lodyžní listy má peřenolaločnaté a větvičky květenství krátké.

## Význam
Ve středoevropských zemích, kde se tento druh objevuje poměrně vzácně, je bez ekonomického významu. V oblastech východní Evropy a Střední Asie se brukev prodloužená pěstuje jako olejnina, z jejích semen se lisuje technický i potravinářský olej (s vyšším obsahem kyseliny erukové), nebo jako krmná plodina poměrně dobře snášející sucho.